# L'Assomption
L'Assomption, antiguamente Saint-Pierre-du-Portage, es una ciudad de la provincia de Quebec, Canadá. Es una de las ciudades que conforman la Comunidad metropolitana de Montreal y se encuentra en el municipio regional de condado de L'Assomption y a su vez, en la región administrativa de Lanaudière. Hace parte de las circunscripciones electorales de L'Assomption y Rousseau a nivel provincial y de Repentigny a nivel federal.

## Geografía
L'Assomption se encuentra ubicada en las coordenadas 45°49′00″N 73°26′00″O / 45.81667, -73.43333. Según Statistics Canada, tiene una superficie total de 98,90 km² y es una de las 1135 municipalidades en las que está dividido administrativamente el territorio de la provincia de Quebec.

## Demografía
Según el censo de 2011, había 20 065 personas residiendo en esta ciudad con una densidad poblacional de 202,9 hab./km². Los datos del censo mostraron que de las 16 723 personas censadas en 2006, en 2011 hubo un aumento poblacional de 3342 habitantes (20%). El número total de inmuebles particulares resultó de 8189 con una densidad de 82,80 inmuebles por km². El número total de viviendas particulares que se encontraban ocupadas por residentes habituales fue de 7938.